# Wolfgang Spindler (Jurist)
Wolfgang Spindler (* 30. März 1946 in Göttingen) ist ein deutscher Jurist. Er war von 2005 bis 2011 Präsident des Bundesfinanzhofs.

## Leben

### Ausbildung
Nach dem Abitur 1965 und dem Wehrdienst (letzter Dienstgrad: Oberstleutnant d.R.) studierte Spindler Rechts- und Staatswissenschaften an den Universitäten Freiburg und Bonn.

### Juristischer Werdegang
Nach dem Assessorexamen war Spindler seit 1975 in der nordrhein-westfälischen Finanzverwaltung tätig und wurde 1978 Richter am Finanzgericht Düsseldorf. Von 1979 bis 1982 war er wissenschaftlicher Mitarbeiter am Bundesverfassungsgericht. 1982 wechselte er zurück an das Finanzgericht Düsseldorf.
1991 wählte ihn der Richterwahlausschuss des Bundes zum Richter am Bundesfinanzhof. Im Jahr 2000 wurde er zu dessen Vizepräsident und zum Vorsitzenden Richter des IX. Senats berufen, welcher im Wesentlichen mit einkommensteuerrechtlichen Verfahren befasst ist. Unter Spindlers Vorsitz rief der IX. Senats dreimal das Bundesverfassungsgericht an und bekam recht: u. a. wegen der Besteuerung von privaten Spekulationsgewinnen aus der Veräußerung von Wertpapieren und weil die Spekulationsfrist, in welcher der Verkauf einer Immobilie versteuert werden muss, nicht ohne Übergangsregelung rückwirkend von zwei auf zehn Jahre verlängert werden dürfe.

### Präsident des Bundesfinanzhofs
Spindler löste am 1. Juni 2005 die bisherige, in den Ruhestand getretene Präsidentin Iris Ebling ab. Bei seiner Antrittsrede kritisierte er, dass das Steuerrecht immer komplizierter werden würde, da der Gesetzgeber zur Durchsetzung politischer Anliegen das Steuerrecht missbrauche und damit für den Bürger undurchschaubare Regelungen geschaffen habe.
Zu seiner Verabschiedung in den Ruhestand am 31. März 2011 wurde er mit der von zahlreichen Verfassungs- und Steuerrechtlern verfassten Festschrift „Steuerrecht im Rechtsstaat“ geehrt. Sein Nachfolger als Präsident des Bundesfinanzhofs wurde im Oktober 2011 Rudolf Mellinghoff.

### Lehrtätigkeit
Von 1996 bis 2005 unterrichtete er an der Friedrich-Schiller-Universität Jena. 2004 erhielt er von deren wirtschaftswissenschaftlicher Fakultät die Ehrendoktorwürde für seine besonderen Verdienste um die Verknüpfung von Betriebswirtschaft und Steuerrecht.

### Ehrenamtliches Engagement
Zwischen 1987 und 1998 nahm Spindler wichtige Funktionen im Deutschen Richterbund wahr. Seit 2001 war er Vorstandsmitglied der Münchner Steuerfachtagung und der Deutschen Steuerjuristischen Gesellschaft.
Vom 1. Juli 2011 bis zum 31. Dezember 2015 bekleidete Wolfgang Spindler das Amt des Vorsitzenden der Abschlussprüferaufsichtskommission (APAK), die für die öffentliche fachbezogene Aufsicht über die Wirtschaftsprüferkammer zuständig war.

### Privates
Wolfgang Spindler ist der Bruder von Dieter Spindler. Dieser war von 1999 bis 2014 Bürgermeister der Stadt Meerbusch.

## Veröffentlichungen
Monografien
- Wolfgang Spindler (Hrsg.): Steuerzentrierte Rechtsberatung: Festschrift für Harald Schaumburg zum 65. Geburtstag. O. Schmidt, Köln 2001, ISBN 978-3-504-62024-0.
- mit Sebastian Spiegelberger, Eckhard Wälzholz: Die Immobilie im Zivil- und Steuerrecht. Liegt inzwischen in der 4. Auflage unter der Titel "Immobilien im Zivil- und Steuerrecht" vor. Verlag Dr. Otto Schmidt, Köln 2008, ISBN 978-3-504-25389-9.
- mit Klaus Offerhaus: Der Bundesfinanzhof. 7. Auflage. BFH, München 2009, OCLC 643386828.
- mit Michael Eilfort: Guter Staat - böse Bürger? - Schattenwirtschaft und Steuerhinterziehung. Eine Tagung der Stiftung Marktwirtschaft am 18. Januar 2010 in Berlin. Stiftung Marktwirtschaft, Berlin 2010, OCLC 916903080.

Artikel
- "Offensichtlich unhaltbar" - oder: von der Kunst einer zulässigen Richtervorlage. In: Dieter C. Umbach, Richard Urban, Roland Fritz, Horst-Eberhard Böttcher, Joachim v. Bargen (Hrsg.): Das wahre Verfassungsrecht. Zwischen Lust und Leistung. Gedächtnisschrift für F. C. Nagelmann. Nomos, Baden-Baden 1984, ISBN 978-3-7890-1064-4, S. 329–338.